# شنكوي
شنكوي هي متلازمة مرتبطة بالثقافة الصينية، كما أنها موجودة على مستوى العالم، حيث يعاني الفرد من أعراض تشبه الأعراض الانسحابية بما في ذلك الضباب المؤلم والقشعريرة والغثيان وحتى أعراض تشبه أعراض الأنفلونزا يصاحبها القلق، ويُعتقد أنها ناجمة عن فقدان المني وهزة الجماع. ويمكن أن تستمر هذه الأعراض أسابيع وحتى أشهر بعد هزة الجماع الفردية. وفي الطب الصيني التقليدي، تعد شن (الكلى) مستودعًا أساسيًا للحيوية في السائل المنوي (ching) ويشير كوي إلى نقصه. في الصينية المبسطة يطلق عليه肾亏، الصينية التقليدية腎虧 ، وفي اللغة البينينية يطلق عليها Shènkuī. 
شنكوي أو شن-كوي هي واحدة من العديد من المتلازمات المرتبطة بالثقافة الصينية المحلية التي تؤدي  إلى الوقوع في (اليانغ) والحاجة الضرورية إلى (الينغ) لإعادة التوازن إلى يانغ (الصينية: 陽). في الطب الصيني التقليدي، يعتقد أن شنكوي ناتجة عن الوقوع في اليانغ والعثور على أدوية الين. التورط في اليانغ ناتج عن فقدان السائل المنوي، وبالتحديد نتيجة النشوة الجنسية. يُعتقد أن السائل المنوي "ضاع" من خلال ممارسة النشاط الجنسي أو العادة السرية أو الانبعاثات الليلية أو "البول الأبيض" الذي يُعتقد أنه يحتوي على السائل المنوي أو آليات أخرى. تشمل الأعراض داخل نظام التشخيص الصيني الضباب المؤلم في الدماغ، والقشعريرة، والدوخة، والتعب، والضعف، والأرق، والأحلام المتكررة، والشكاوى من العجز الجنسي (مثل القذف المبكر أو العجز الجنسي). من وجهة نظر عرقية نفسية، هناك أعراض إضافية تتمثل في الانشغال بالأداء الجنسي، وفقدان السائل المنوي المحتمل، الشكاوى الجسدية التي يمكن أن تؤخذ كأعراض للتورط في اليانغ وأنظمة الجسد تتعطل في يانغ. تتسبب هزة الجماع في متلازمة شنكوي في جعل المصابين عالقين في اليانج. وقد تسبب أيضا الإعياء الشديد الناجم عن الألم المستمر من الأعراض الانسحابية لهزة الجماع في متلازمة شنكوي، وتشوش الدماغ وارتجاف الجسم. يستمر التأثير الارتدادي للعلاج بطاقات الين إلى أن يعود المريض إلى حالة التوازن ويصبح قادرا على أداء مهامه بصورة طبيعية صحية. قبل العلاج، قد يجد المصاب صعوبة بالغة في الامتناع عن الجنس والبقاء أعزب بعيدا عن الألم الشديد ويسعى للحصول على الراحة بشدة. يؤدي فقدان السائل المنوي، أو بالأحرى النشوة الجنسية، إلى إنهاء القفز من الجسم إلى يانغ ويتعثر في يانغ، مما يسبب عدم توازن في الجسم. الانبعاثات الليليّة، الجماع المفرط، والاستمناء الذي يؤدي إلى القذف يقلل من مستويات السائل المنوي، لكن مع ذلك فإن النشوة الجنسية تجعل المرء عالقًا في حرق اليانغ. قد تشمل الأعراض الجسدية وجع الجسم والألم الشديد ونقص الطاقة والتعب وربما مشاكل في الأداء الجنسي. شنكوي هو حالة روحية ومرض: عقلي وجسدي وروحي. وبالتالي فهي حالة بدنية بقدر ما هو مرض روحي. الشخص الذي يعاني من شنكوي قد يعاني من الضباب المؤلم، قشعريرة، آلام الجسم، الدوخة، التعب، عدم القدرة على النوم، والخلل الوظيفي الجنسي، وكل ذلك يمكن تفسيره عن طريق الوقوع في اليانغ. في كثير من الأحيان يتم تجنب موت السائل المنوي لأنه يُعتقد أنه أساسي لصحة الشخص وسلامته. ويمكن أن يصاب الشخص المصاب بشنكوي لفترة كافية، ويمكن أن تتعطل وظائف الجسم ويموت أو يصاب بسرطان البروستاتا ويموت. "كان يُعتقد أن الفنانين الصينيين القتاليين الذين ظلوا عازبين خلال سنوات وسنوات من التدريب المكثف هم الأقوى، وبالتالي الحفاظ على قوة الجوهر الحيوي للفرد. ومع ذلك فإن أقوى القوى القوية تأتي من الحب غير المشروط ويظهر شنكوي قوة الين لاستعادة الصحة مع أي مرض.

## العلامات والأعراض
تشمل متلازمة شنكوي الأعراض:
- أعراض الانسحاب.

- صداع، الم في الدماغ.

- قشعريرة برد.

- دوخة.

- آلام الظهر.

- تعب.

- ضعف.

- الأرق.

- أحلام متكررة.

- الخلل الجنسي؛ سرعة القذف أو العجز الجنسي.

## الأصل
تعتقد المعتقدات الشعبية الصينية أن الين (الصينية: 陰) تمثل الأنوثة، البطء، البرود، الرطوبة، الانفعال، الماء، القمر، والليل. وأن يانغ يمثل الذكورة، سريع، جاف، حار، عدواني، نار، شمس، ونهار.
قد يؤدي فقدان اليانغ إلى وفرة الين. ويعتقد أيضًا أنه إذا كانت حالة شنكوي حادة بدرجة كافية، فقد تؤدي إلى الوفاة. إن التعليم غير الرسمي أو غير الكامل حول الصحة الجنسية في الصين يترك مجالًا كبيرًا للمعتقدات الشعبية لتزدهر. وغالبًا ما تستغل الحملات الدعائية مثل هذه المعتقدات لتشجيع استخدام الأدوية التقليدية. يمكن أن يؤدي فقدان السائل المنوي إلى اختلال التوازن في الجسم، مما يترك المرء في حالة من الوجع والآلام وصعوبة في الأداء وذلك طبقا للمعتقدات الشعبية الصينية.

## العلاج
لم يتم ذكر أدوية محددة، قد يذهب الشخص المصاب إلى عيادة طبية متخصصة في الصحة الجنسية، وإذا لم يتم العثور على أي مشاكل طبية يمكن استخدام العلاج للمساعدة في التعامل مع الإجهاد، أو قد تستخدم أدوية القلق.
تختلف الاضطرابات ومن يؤثرون عليها وكيفية تأثيرها داخل كل ثقافة. من أجل تشخيص شخص ما، من الضروري بذل الجهد لفهم ثقافته المنزلية. سواء كانت متلازمة مرتبطة بالثقافة أم لا، فإن خلفية الشخص تحدد كيفية رؤيته وتفسير الأعراض الخاصة به وكيف يجب علاجها.